# لوروا دي. إيستمان
لوروا دي. إيستمان هو شخصية أعمال وفلاح وسياسي أمريكي، ولد في 21 مارس 1872 في هازل غرين في الولايات المتحدة، وتوفي في 20 نوفمبر 1945. نشط حزبياً في الحزب الجمهوري. وقد انتخب عضو جمعية ولاية ويسكونسن ‏.